# RC Strasbourg Alsace
Racing Club de Strasbourg Alsace (cunoscut în mod obișnuit ca RC Strasbourg, Racing Straßburg, RCSA, RCS sau pur și simplu Strasbourg; alsaciană: Füeßbàllmànnschàft Vu Stroßburri) este un club de fotbal din Franța, fondat în 1906, cu sediul în orașul Strasbourg, Alsacia.  Deține statut profesionist din 1933 și joacă în prezent în Ligue 1, primul eșalon al fotbalului francez, de când a câștigat campionatul în Ligue 2 sezonul 2016–17. Acest lucru vine după ce clubul a fost retrogradat în a cincea etapă la încheierea sezonului 2010-11 din Championnat National, după ce a intrat în lichidare financiară. Redenumit RC Strasbourg Alsacia, ei au câștigat campionatul CFA în 2012–13 și, în cele din urmă, au devenit campioni naționali în Championnat în sezonul 2015–16.  Stadionul de acasă al clubului, din 1914, este Stade de la Meinau.
Clubul este unul dintre cele șase cluburi care au câștigat toate cele trei trofee majore ale Franței: Campionatul în 1979, Cupa Franței în 1951, 1966 și 2001 și Cupa Ligii Franței în 1964, 1997, 2005 și 2019. Strasbourg este, de asemenea, printre  cele șase echipe care au jucat mai mult de 2.000 de meciuri în clasamentul de top al Franței (pe 56 de sezoane) și au participat la 52 de meciuri europene din 1961. În ciuda acestor realizări, clubul nu a reușit niciodată să se impună ca unul dintre cluburile de top din Franța, retrogradând cel puțin o dată pe deceniu de la începutul anilor 1950. Racing și-a schimbat managerul de 52 de ori în cei 75 de ani în fotbalul profesionist, adesea sub presiunea fanilor.
Destinul clubului a fost mereu legat de istoria Alsaciei. Ca și regiunea, Racing și-a schimbat naționalitatea de trei ori și are o istorie zbuciumată. Fondat în ceea ce era atunci o parte a Imperiului German, clubul a insistat de la început pe rădăcinile sale alsaciene și populare, în opoziție cu primele cluburi cu sediul la Strasbourg, care proveneau din burghezia de origine germană. Când Alsacia a fost returnată Franței în 1919, clubul și-a schimbat numele din „1. FC Neudorf” în actualul „Racing Club de Strasbourg”, imitând Racing Club de France al lui Pierre de Coubertin, un gest clar de francofilie. Jucătorii au trăit cel de-al Doilea Război Mondial la fel ca majoritatea alsacienilor: evacuați în 1939, anexați în 1940 și străduindu-se să evite naziificarea și încorporarea în Wehrmacht între 1942 și 1944. Când Alsacia a fost înapoiată definitiv Franței, identitatea Racing s-a mutat către iacobinism, de exemplu, victorii emoționale în cupa din 1951 și 1966 pe fondul controverselor franco-alsaciene.  Mai recent, clubul a fost dornic să-și promoveze vocația europeană alături de legăturile locale puternice.
În aprilie 2021, clubul s-a asociat cu organizația franceză de sport Team Vitality pentru FIFA eLigui 1, marcând primul lor pas în sporturile competitive.

## Lotul actual
La 1 august 2025. 
| Nr. |                   | Poziție | Jucător             |
| --- | ----------------- | ------- | ------------------- |
| 1   | Suedia            | P       | Karl-Johan Johnsson |
| 2   | Republica Irlanda | F       | Andrew Omobamidele  |
| 4   | Guineea           | F       | Saïdou Sow          |
| 5   | Coasta de Fildeș  | F       | Abakar Sylla        |
| 6   | Franța            | F       | Ismaël Doukouré     |
| 7   | Belgia            | M       | Diego Moreira       |
| 8   | Polonia           | M       | Maxi Oyedele        |
| 9   | Argentina         | A       | Joaquín Panichelli  |
| 10  | Țările de Jos     | A       | Emanuel Emegha      |
| 11  | Suedia            | M       | Sebastian Nanasi    |
| 14  | Franța            | A       | Sékou Mara          |
| 17  | Franța            | M       | Mathis Amougou      |
| 18  | Franța            | M       | Junior Mwanga       |
| 20  | Columbia          | A       | Óscar Perea         |
| 21  | Senegal           | M       | Pape Demba Diop     |
| 22  | Coasta de Fildeș  | F       | Guéla Doué          |

| Nr. |                  | Poziție | Jucător                                 |
| --- | ---------------- | ------- | --------------------------------------- |
| 23  | Franța           | F       | Mamadou Sarr (împrumutat de la Chelsea) |
| 26  | Franța           | A       | Dilane Bakwa                            |
| 27  | Anglia           | M       | Sam Amo-Ameyaw                          |
| 32  | Argentina        | F       | Valentín Barco                          |
| 34  | Franța           | A       | Aboubacar Ali Abdallah                  |
| 35  | Franța           | M       | Tidiane Diallo                          |
| 41  | Franța           | M       | Rabby Nzingoula                         |
| 42  | Coasta de Fildeș | M       | Abdoul Ouattara                         |
| 44  | Franța           | F       | Soumaïla Coulibaly                      |
| 47  | Franța           | A       | Rayane Messi                            |
| 77  | Ucraina          | F       | Eduard Sobol                            |
| 80  | Franța           | M       | Félix Lemaréchal                        |
|     | Belgia           | P       | Mike Penders (împrumutat de la Chelsea) |
|     | Anglia           | F       | Ishé Samuels-Smith                      |
|     | Ecuador          | M       | Kendry Páez (împrumutat de la Chelsea)  |
|     | Serbia           | A       | Miloš Luković                           |

## Palmares
- Ligue 1 (1): 1978–79
- Ligue 2 (3): 1976–77, 1987–88, 2016–17
- Coupe de la Ligue (4): 1963–64, 1996–97, 2004–05, 2018–19
- Coupe de France (3): 1950–51, 1965–66, 2000–01

## Legături externe
- Official website fr
- Club profile at French league
- Independent website Arhivat în 7 iulie 2017, la Wayback Machine. fr  de
- Racing Club de Strasbourg Football fr
- RC Strasbourg Archive

1. ↑   https://www.transfermarkt.com/-/mitarbeiterhistorie/verein/667 Lipsește sau este vid: |title= (ajutor)
2. ↑  „L'effectif pro 24-25” (în franceză). RC Strasbourg Alsace. Accesat în 16 august 2024.